# Рамбо Амадеус
Антоније Пушић (Котор, 14. јун 1963), познатији под псеудонимом Рамбо Амадеус, јесте музичар, перформер, композитор, текстописац, аутор.

## Биографија
Дипломирао је на Природно-математичком факултету у Београду, на Одсеку за туризмологију. Био је вишеструки вицепрвак Југославије у једрењу.
Његове песме комбинују сатиричне текстове о природи обичног човека и бесмислености локалне политике, а користи и мешавину музичких стилова (развијајући се до drum'n'bass звука у новијим делима, али додајући много елемената турбо-фолка у ранијим радовима), као и пошалице на сопствени рачун (нпр. један од његових многобројних псеудонима је и „Рамбо Амадеус Свјетски Мега Цар“ (РАСМЦ), док се на почетку каријере представљао и као „Нагиб Фазлић Нагон, рудар који је снимио плочу“) на концертима никад не репродукује дословно студијске верзије песама, већ импровизује, обилато користећи хумор у циљу истраживања људске глупости.
Познат је као кум назива „турбо-фолк“, што је његов својеврстан допринос домаћој поп-култури. Рамбо Амадеус је овако описао сопствени звук у време свог првог албума (1988. године), а назив је потом преузет од звезда новокомпоноване народне музике, добивши сасвим ново значење раних деведесетих година. Неки његови фанови пореде стил и каријеру Рамба Амадеуса са Френком Запом, мада је пуно примереније поређење са Капетаном Бифхартом (енгл. Captain Beefheart).
Антоније Пушић син је књижевнице Босиљке Пушић.

## Дискографија

### Самостални албуми
- „О туго јесења“ (ПГП-РТБ, 1988)
- „Хоћемо гусле“ (ПГП-РТБ, 1989)
- „Психолошко-пропагандни комплет M-91“ (ПГП-РТБ, 1991)
- „Курац, пичка, говно, сиса“ (DE Production/Master Records, 1993) - уживо
- „Лажни цар Шћепан Мали“ (DE Production, 1994) - касета; музика за представу
- „Музика за децу“ (Б92, 1995) - дечја музика
- „Титаник“ (Комуна, 1997)
- „Koncert v KUD France Prešeren“ - (Vinilmanija, 1997) - уживо; намењен словеначком тржишту
- Don't happy be worry (Metropolis, 2000)
- „Чобане, врати се“ (Dallas Recors, 2000) - албум „Don't happy be worry“ за словеначко и хрватско тржиште; садржај истоветан
- „Боље једно вруће пиво него четири 'ладна“ (Metropolis, 2002) - уживо
- „Опрем добро“ (Б92, 2005)
- „Хипишизик метафизик“ (ПГП-РТБ, 2008)
- „Врх дна” (Mascom Records, 2015)
- Brod budala (2020)

### Заједнички албуми
- „Микроорганизми“ (Комуна, 1996) - Рамбо Амадеус и Горан Вејвода
- „Метрополис Б Tour-de-force“ (Б92, 1998) - Рамбо Амадеус и Мирослав Савић

### Компилације
- „Изабрана дела 1989-1994“ (ПГП-РТС, 1994) - садржи и необјављене снимке
- „Zbrana dela 1“ (Vinilmanija, 1998)- намењен словеначком тржишту; садржи и необјављене снимке
- „Zbrana dela 2“ (Vinilmanija, 1998)- намењен словеначком тржишту; садржи и необјављене снимке

### Албуми разних извођача
- „КСТ уживо“ (КСТ, 1992) - учешће; уживо
- „Без струје“ (МТС, 1994) - учешће; уживо (акустично)
- „Нас слушају сви, ми не слушамо никога“ (Radio Index, 1997) - учешће; као „Рамбо Амадеус & ДЛМ“
- „Drž'te ih! To nisu Niet!!!“ (Vinilmanija, 1998) - учешће

## Награде и номинације
| Година | Награда               | Категорија              | Рад                  | Исход     | Реф.  |
| ------ | --------------------- | ----------------------- | -------------------- | --------- | ----- |
| 2023.  | Music Awards Ceremony | Алтернативна поп нумера |You Can Count on Science (Ослони се на науку) | На чекању | [ 6 ] |

## Фестивали
- 2012. Евросонг - Еуро Неуро (представник Црне Горе)
- 2018. Беовизија - Нема те (дует са Бети Ђорђевић)

## Галерија
- Рамбо Амадеус на концерту испред куће цвећа 25.05.2022.
- Рамбо Амадеус са бендом
- Рамбо Амадеус на Rudolstadt Festival-у 2022.
- Рамбо са групом Five Winnetous